# Tommy Docherty
Thomas Henderson Docherty més conegut com a Tommy Docherty (Glasgow, Escòcia, 24 d'abril de 1928 - 31 de desembre de 2020) fou un futbolista i entrenador de futbol escocès, que jugava de defensa i va militar en diversos clubs d'Escòcia i Anglaterra.

## Internacional
Amb la selecció de futbol d'Escòcia, va disputar 25 partits internacionals i va marcar solament un gol. Va participar amb la selecció escocesa, en una sola edició de la Copa Mundial. L'única participació de Docherty en un mundial, va ser en l'edició de Suècia 1958, on la seva selecció va quedar eliminada en la primera fase.

### Participacions en Copes del Món
| Mundial                        | Seu    | Resultat     |
| ------------------------------ | ------ | ------------ |
| Copa Mundial de Futbol de 1958 | Suècia | Primera Fase |

## Clubs
| Club              | País       | Any         |
| ----------------- | ---------- | ----------- |
| Celtic            | Escòcia    | 1947 - 1949 |
| Preston North End | Anglaterra | 1949 - 1958 |
| Arsenal FC        | Anglaterra | 1958 - 1961 |
| Chelsea FC        | Anglaterra | 1961 - 1962 |